# Глухарёва, Ольга Николаевна
О́льга Никола́евна Глухарёва (16 мая 1897, Москва — 16 ноября 1986, Москва) — российский советский искусствовед, востоковед-синолог, кореист и японист, кандидат искусствоведения, научный сотрудник Музея Востока.

## Биография
Родилась 16 мая 1897 г. в Москве. В 1914—1918 гг. обучалась на филологическом факультете Высших женских курсов. В 1927 г. окончила Институт истории искусств в Ленинграде.
В 1931 г. стала научным сотрудником Государственного музея восточных культур (ныне — Музей Востока), а затем заведующей отделом искусств Дальнего Востока (до 1975 г.).
В 1944 г. защитила кандидатскую диссертацию на тему «Материал к лекции на тему „Жизнь и творчество великого японского художника Тойо Ода (Сессю)“».
В 1953 и 1955 гг. побывала в Китае, где читала лекции в Пекине.
В 1957 г. была удостоена звания Заслуженный деятель искусств РСФСР.
С 1966 г. являлась членом Союза советских художников СССР.

## Научная деятельность
Основной областью научных интересов является искусство Китая, Японии, Кореи от древности до XX в.
С искусством Японии связаны диссертация о творчестве японского художника Тойо Ода (Сэссю), разделы в коллективных монографиях об архитектуре и керамике Японии и отдельные статьи (о творчестве японского художника XVII—XVIII вв. Огаты Корина, японской керамике, гробнице Такамапудзука и проч.).
В работе «Искусство народного Китая: живопись, графика, скульптура, прикладное искусство» (1958) дана характеристика различных направлений искусства современного Китая, то есть коммунистического Китая после революции 1949 года. О периоде с середины XIX в. до 1949 г. дается краткий очерк.
В монографии «Искусство Кореи с древнейших времен до конца XIX века» (1982) рассматривается эволюция памятников искусства на территории Кореи, начиная с эпохи неолита и бронзы и заканчивая XIX в. Собственно корейское искусство объединено автором в следующие этапы: искусство трех государств — Когуре, Пэкче, Силла. I в. до н. э. — середина VII в. н. э.; искусство объединенного Силла. VII — начало X вв.; искусство Корё. X—XIV вв.; искусство Кореи XV—XIX вв.

## Основные работы
- Краткая история искусства Китая. М., Л.: Искусство, 1948. 211 с. (соавт. Б. Денике)
- Искусство великого китайского народа // Искусство. 1950. № 6. С. 32-48.
- Памятники древнего зодчества // Советская архитектура. 1952. № 3. С. 80-94.
- Из истории китайского народного искусства: Вышивка // Советская этнография. 1953. № 1. С. 137—152.
- Изобразительное искусство Китая: [Альбом]. М.: Изогиз, 1956. XIX. 148 с.
- Огата Корин // Искусство Японии. М., 1986. С. 83-97.
- Сюй Бэй-хун. М.: Изогиз, 1957. 14 с.
- Архитектура Японии // Всеобщая история архитектуры. В 12 т. М., 1958—1971. Т. 1. С. 358—363, Т. 9. С. 531—590. (соавт. с А. М. Прибыткова)
- Искусство народного Китая: живопись, графика, скульптура, прикладное искусство. М.: Искусство, 1958. 225, [2] с.
- Японская керамика XVII—XIX веков // Японское искусство. М., 1959. С. 61-84.
- Искусство Кореи // Всеобщая история искусств. Т. 2. М., 1961. С. 429—437.
- Искусство Кореи. С. 54-56; Искусство Монголии. С. 57-59; Искусство Японии. С. 65-79 // Искусство народов Востока: путеводитель-очерк. М.: Искусство, 1968.
- Архитектура стран Дальнего Востока // Всемирная архитектура. Т. 1. М., 1970. С. 419—448.
- Ювелирное искусство Силла // Корейское классическое искусство М.: Наука, 1972
- Пещерный храм Соккурам // Корейское классическое искусство. М.: Наука, 1972.
- Открытие гробницы Такамапудзука // Научные сообщения Гос. музея искусства народов Востока. 1975. Вып. 8.

- Искусство Кореи с древнейших времен до конца XIX века. М.: Искусство, 1982. 255 с.[1]